# WHL 2014/15
Die WHL-Saison 2014/15 war die 49. Spielzeit der Western Hockey League. Die reguläre Saison begann am 19. September 2014 und endete am 22. März 2015. Die Brandon Wheat Kings gewannen als punktbestes Team der Vorrunde die Scotty Munro Memorial Trophy. Die Play-offs begannen am 26. März 2015 und endeten mit dem vierten Ed-Chynoweth-Cup-Gewinn der Kelowna Rockets am 13. Mai 2015, die sich in der Finalserie mit einem Sweep gegen die Brandon Wheat Kings durchsetzten.

## Änderungen
In der Saison 2014/15 übernahm die Western Hockey League den in der Vorsaison in der National Hockey League eingeführten Playoff-Modus mit zwei Wild-Card-Teams pro Conference.

## Reguläre Saison

### Abschlusstabellen
Abkürzungen: GP = Spiele, W = Siege, L = Niederlagen, OTL = Niederlage nach Overtime, SOL = Niederlage nach Shootout, GF = Erzielte Tore, GA = Gegentore, Pts = Punkte

Erläuterungen:       = Play-off-Qualifikation,       = Conference-Sieger,       = Scotty-Munro-Memorial-Trophy-Gewinner

#### Eastern Conference
| Rang | East Division         | GP | W  | L  | OTL | SOL | GF  | GA  | Pts |
| ---- | --------------------- | -- | -- | -- | --- | --- | --- | --- | --- |
| 1.   | Brandon Wheat Kings   | 72 | 53 | 11 | 4   | 4   | 340 | 219 | 114 |
| 2.   | Regina Pats           | 72 | 37 | 24 | 5   | 6   | 263 | 238 | 85  |
| 3.   | Swift Current Broncos | 72 | 34 | 33 | 1   | 4   | 221 | 245 | 73  |

| Rang | Central Division    | GP | W  | L  | OTL | SOL | GF  | GA  | Pts |
| ---- | ------------------- | -- | -- | -- | --- | --- | --- | --- | --- |
| 1.   | Calgary Hitmen      | 72 | 45 | 22 | 1   | 4   | 289 | 203 | 95  |
| 2.   | Medicine Hat Tigers | 72 | 45 | 23 | 2   | 2   | 268 | 213 | 94  |
| 3.   | Red Deer Rebels     | 72 | 38 | 23 | 5   | 6   | 240 | 227 | 87  |

| Rang | Wild-Card-Teams       | Division | GP | W  | L  | OTL | SOL | GF  | GA  | Pts |
| ---- | --------------------- | -------- | -- | -- | -- | --- | --- | --- | --- | --- |
| 1.   | Kootenay Ice          | C        | 72 | 37 | 31 | 1   | 3   | 245 | 248 | 78  |
| 2.   | Edmonton Oil Kings    | C        | 72 | 34 | 31 | 4   | 3   | 217 | 204 | 75  |
|      |                       |          |    |    |    |     |     |     |     |     |
| 3.   | Moose Jaw Warriors    | E        | 72 | 32 | 35 | 4   | 1   | 221 | 266 | 69  |
| 4.   | Prince Albert Raiders | E        | 72 | 31 | 37 | 2   | 2   | 215 | 257 | 66  |
| 5.   | Lethbridge Hurricanes | C        | 72 | 20 | 44 | 5   | 3   | 202 | 304 | 48  |
| 6.   | Saskatoon Blades      | E        | 72 | 19 | 49 | 2   | 2   | 195 | 308 | 42  |

#### Western Conference
| Rang | B.C. Division         | GP | W  | L  | OTL | SOL | GF  | GA  | Pts |
| ---- | --------------------- | -- | -- | -- | --- | --- | --- | --- | --- |
| 1.   | Kelowna Rockets       | 72 | 53 | 13 | 5   | 1   | 305 | 183 | 112 |
| 2.   | Victoria Royals       | 72 | 39 | 29 | 3   | 1   | 244 | 219 | 82  |
| 3.   | Prince George Cougars | 72 | 31 | 36 | 2   | 3   | 222 | 295 | 67  |

| Rang | U.S. Division        | GP | W  | L  | OTL | SOL | GF  | GA  | Pts |
| ---- | -------------------- | -- | -- | -- | --- | --- | --- | --- | --- |
| 1.   | Everett Silvertips   | 72 | 43 | 20 | 3   | 6   | 242 | 199 | 95  |
| 2.   | Portland Winterhawks | 72 | 43 | 23 | 2   | 4   | 287 | 237 | 92  |
| 3.   | Seattle Thunderbirds | 72 | 38 | 25 | 4   | 5   | 218 | 201 | 85  |

| Rang | Wild-Card-Teams    | Division | GP | W  | L  | OTL | SOL | GF  | GA  | Pts |
| ---- | ------------------ | -------- | -- | -- | -- | --- | --- | --- | --- | --- |
| 1.   | Spokane Chiefs     | U        | 72 | 34 | 34 | 3   | 1   | 219 | 229 | 72  |
| 2.   | Tri-City Americans | U        | 72 | 31 | 38 | 0   | 3   | 190 | 242 | 65  |
| 3.   | Kamloops Blazers   | B        | 72 | 28 | 37 | 4   | 3   | 214 | 258 | 63  |
| 4.   | Vancouver Giants   | B        | 72 | 27 | 41 | 2   | 2   | 189 | 251 | 58  |

### Beste Scorer
Abkürzungen: GP = Spiele, G = Tore, A = Assists, Pts = Punkte, PIM = Strafminuten; Fett: Saisonbestwert
| Spieler            | Team                 | GP | G  | A  | Pts | PIM |
| ------------------ | -------------------- | -- | -- | -- | --- | --- |
| Oliver Bjorkstrand | Portland Winterhawks | 59 | 63 | 55 | 118 | 35  |
| Trevor Cox         | Medicine Hat Tigers  | 69 | 29 | 80 | 109 | 57  |
| Tim McGauley       | Brandon Wheat Kings  | 72 | 42 | 63 | 105 | 24  |
| Cole Sanford       | Medicine Hat Tigers  | 72 | 50 | 45 | 95  | 71  |
| Cole Ully          | Kamloops Blazers     | 69 | 34 | 60 | 94  | 32  |
| Nick Merkley       | Kelowna Rockets      | 72 | 20 | 70 | 90  | 79  |
| Nic Petan          | Portland Winterhawks | 54 | 15 | 74 | 89  | 41  |
| Adam Helewka       | Spokane Chiefs       | 69 | 44 | 43 | 87  | 59  |
| Brayden Point      | Moose Jaw Warriors   | 60 | 38 | 49 | 87  | 46  |
| Adam Tambellini    | Calgary Hitmen       | 71 | 47 | 39 | 86  | 30  |

### Beste Torhüter
Die kombinierte Tabelle zeigt die jeweils drei besten Torhüter in den Kategorien Gegentorschnitt und Fangquote sowie die jeweils Führenden in den Kategorien Shutouts und Siege.
Abkürzungen: GP = Spiele, TOI = Eiszeit (in Minuten), W = Siege, L = Niederlagen, OTL = Overtime/Shootout-Niederlagen, GA = Gegentore, SO = Shutouts, Sv% = gehaltene Schüsse (in %), GAA = Gegentorschnitt; Fett: Saisonbestwert
Es werden nur Torhüter erfasst, die mindestens 1440 Spielminuten absolviert haben. Sortiert nach bestem Gegentorschnitt.
| Spieler          | Team                 | GP | TOI  | W  | L  | OTL | GA  | SO | Sv%  | GAA  |
| ---------------- | -------------------- | -- | ---- | -- | -- | --- | --- | -- | ---- | ---- |
| Carter Hart      | Everett Silvertips   | 30 | 1648 | 18 | 5  | 5   | 63  | 4  | 91,5 | 2,29 |
| Taran Kozun      | Seattle Thunderbirds | 60 | 3486 | 33 | 19 | 8   | 140 | 4  | 91,5 | 2,41 |
| Jackson Whistle  | Kelowna Rockets      | 50 | 2962 | 34 | 10 | 5   | 126 | 4  | 90,9 | 2,55 |
| Jordan Papirny   | Brandon Wheat Kings  | 59 | 3566 | 44 | 9  | 6   | 163 | 5  | 91,0 | 2,74 |
| Adin Hill        | Portland Winterhawks | 46 | 2604 | 31 | 11 | 1   | 122 | 2  | 92,1 | 2,81 |
| Coleman Vollrath | Victoria Royals      | 53 | 2905 | 28 | 15 | 4   | 145 | 6  | 90,5 | 2,99 |

## Playoffs

### Playoff-Baum
|  | Conference-Viertelfinale | Conference-Viertelfinale | Conference-Viertelfinale |                      |                     | Conference-Halbfinale | Conference-Halbfinale | Conference-Halbfinale |  |  | Conference-Finale | Conference-Finale | Conference-Finale |  |  | Ed-Chynoweth-Cup-Finale | Ed-Chynoweth-Cup-Finale | Ed-Chynoweth-Cup-Finale |
|  |                          |                          |                          |                      |                     |                       |                       |                       |  |  |                   |                   |                   |  |  |                         |                         |                         |
|  | E1                       | Brandon Wheat Kings      | 4                        |                      |                     |                       |                       |                       |  |  |                   |                   |                   |  |  |                         |                         |                         |
|  | EWC2                     | Edmonton Oil Kings       | 1                        |                      |                     |                       |                       |                       |  |  |                   |                   |                   |  |  |                         |                         |                         |
|  | EWC2                     | Edmonton Oil Kings       | 1                        | E1                   | Brandon Wheat Kings | 4                     |                       |                       |  |  |                   |                   |                   |  |  |                         |                         |                         |
|  |                          |                          |                          | E1                   | Brandon Wheat Kings | 4                     |                       |                       |  |  |                   |                   |                   |  |  |                         |                         |                         |
|  |                          |                          | E2                       | Regina Pats          | 1                   |                       |                       |                       |  |  |                   |                   |                   |  |  |                         |                         |                         |
|  | E2                       | Regina Pats              | E2                       | Regina Pats          | 1                   | 4                     |                       |                       |  |  |                   |                   |                   |  |  |                         |                         |                         |
|  | E2                       | Regina Pats              |                          |                      |                     | 4                     |                       |                       |  |  |                   |                   |                   |  |  |                         |                         |                         |
|  | E3                       | Swift Current Broncos    | 0                        |                      |                     |                       |                       |                       |  |  |                   |                   |                   |  |  |                         |                         |                         |
|  | E3                       | Swift Current Broncos    | 0                        | E1                   | Brandon Wheat Kings | 4                     |                       |                       |  |  |                   |                   |                   |  |  |                         |                         |                         |
|  |                          |                          |                          | E1                   | Brandon Wheat Kings | 4                     | Eastern Conference    |                       |  |  |                   |                   |                   |  |  |                         |                         |                         |
|  |                          | C1                       | Calgary Hitmen           | 1                    |                     |                       |                       |                       |  |  |                   |                   |                   |  |  |                         |                         |                         |
|  | C1                       | C1                       | Calgary Hitmen           | 1                    | Calgary Hitmen      | 4                     |                       |                       |  |  |                   |                   |                   |  |  |                         |                         |                         |
|  | C1                       |                          |                          |                      | Calgary Hitmen      | 4                     |                       |                       |  |  |                   |                   |                   |  |  |                         |                         |                         |
|  | EWC1                     | Kootenay Ice             | 3                        |                      |                     |                       |                       |                       |  |  |                   |                   |                   |  |  |                         |                         |                         |
|  | EWC1                     | Kootenay Ice             | 3                        | C1                   | Calgary Hitmen      | 4                     |                       |                       |  |  |                   |                   |                   |  |  |                         |                         |                         |
|  |                          |                          |                          | C1                   | Calgary Hitmen      | 4                     |                       |                       |  |  |                   |                   |                   |  |  |                         |                         |                         |
|  |                          |                          | C2                       | Medicine Hat Tigers  | 1                   |                       |                       |                       |  |  |                   |                   |                   |  |  |                         |                         |                         |
|  | C2                       | Medicine Hat Tigers      | C2                       | Medicine Hat Tigers  | 1                   | 4                     |                       |                       |  |  |                   |                   |                   |  |  |                         |                         |                         |
|  | C2                       | Medicine Hat Tigers      |                          |                      |                     |                       |                       |                       |  |  |                   |                   |                   |  |  |                         |                         |                         |
|  | C3                       | Red Deer Rebels          | 1                        |                      |                     |                       |                       |                       |  |  |                   |                   |                   |  |  |                         |                         |                         |
|  | C3                       | Red Deer Rebels          | 1                        | E1                   | Brandon Wheat Kings | 0                     |                       |                       |  |  |                   |                   |                   |  |  |                         |                         |                         |
|  |                          |                          |                          |                      |                     |                       |                       |                       |  |  |                   |                   |                   |  |  |                         |                         |                         |
|  |                          | B1                       | Kelowna Rockets          | 4                    |                     |                       |                       |                       |  |  |                   |                   |                   |  |  |                         |                         |                         |
|  | B1                       | B1                       | Kelowna Rockets          | 4                    | Kelowna Rockets     | 4                     |                       |                       |  |  |                   |                   |                   |  |  |                         |                         |                         |
|  | B1                       |                          |                          |                      | Kelowna Rockets     | 4                     |                       |                       |  |  |                   |                   |                   |  |  |                         |                         |                         |
|  | WWC2                     | Tri-City Americans       | 0                        |                      |                     |                       |                       |                       |  |  |                   |                   |                   |  |  |                         |                         |                         |
|  | WWC2                     | Tri-City Americans       | 0                        | B1                   | Kelowna Rockets     | 4                     |                       |                       |  |  |                   |                   |                   |  |  |                         |                         |                         |
|  |                          |                          |                          | B1                   | Kelowna Rockets     | 4                     |                       |                       |  |  |                   |                   |                   |  |  |                         |                         |                         |
|  |                          |                          | B2                       | Victoria Royals      | 1                   |                       |                       |                       |  |  |                   |                   |                   |  |  |                         |                         |                         |
|  | B2                       | Victoria Royals          | B2                       | Victoria Royals      | 1                   | 4                     |                       |                       |  |  |                   |                   |                   |  |  |                         |                         |                         |
|  | B2                       | Victoria Royals          |                          |                      |                     | 4                     |                       |                       |  |  |                   |                   |                   |  |  |                         |                         |                         |
|  | B3                       | Prince George Cougars    | 1                        |                      |                     |                       |                       |                       |  |  |                   |                   |                   |  |  |                         |                         |                         |
|  | B3                       | Prince George Cougars    | 1                        | B1                   | Kelowna Rockets     | 4                     |                       |                       |  |  |                   |                   |                   |  |  |                         |                         |                         |
|  |                          |                          |                          | B1                   | Kelowna Rockets     | 4                     | Western Conference    |                       |  |  |                   |                   |                   |  |  |                         |                         |                         |
|  |                          | U2                       | Portland Winterhawks     | 2                    |                     |                       |                       |                       |  |  |                   |                   |                   |  |  |                         |                         |                         |
|  | U1                       | U2                       | Portland Winterhawks     | 2                    | Everett Silvertips  | 4                     |                       |                       |  |  |                   |                   |                   |  |  |                         |                         |                         |
|  | U1                       |                          |                          |                      |                     |                       |                       |                       |  |  |                   |                   |                   |  |  |                         |                         |                         |
|  | WWC1                     | Spokane Chiefs           | 2                        |                      |                     |                       |                       |                       |  |  |                   |                   |                   |  |  |                         |                         |                         |
|  | WWC1                     | Spokane Chiefs           | 2                        | U1                   | Everett Silvertips  | 1                     |                       |                       |  |  |                   |                   |                   |  |  |                         |                         |                         |
|  |                          |                          |                          | U1                   | Everett Silvertips  | 1                     |                       |                       |  |  |                   |                   |                   |  |  |                         |                         |                         |
|  |                          |                          | U2                       | Portland Winterhawks | 4                   |                       |                       |                       |  |  |                   |                   |                   |  |  |                         |                         |                         |
|  | U2                       | Portland Winterhawks     | U2                       | Portland Winterhawks | 4                   | 4                     |                       |                       |  |  |                   |                   |                   |  |  |                         |                         |                         |
|  | U2                       | Portland Winterhawks     |                          |                      |                     |                       |                       |                       |  |  |                   |                   |                   |  |  |                         |                         |                         |
|  | U3                       | Seattle Thunderbirds     | 2                        |                      |                     |                       |                       |                       |  |  |                   |                   |                   |  |  |                         |                         |                         |

### Ed-Chynoweth-Cup-Sieger
| Ed-Chynoweth-Cup-Sieger Kelowna Rockets | Torhüter: Michael Herringer, Jackson Whistle Verteidiger: Madison Bowey, Joe Gatenby, Lucas Johansen, Cole Martin, Josh Morrissey, Riley Stadel, Devante Stephens, Mitch Wheaton Angreifer: Tyson Baillie, Chance Braid, Rourke Chartier, Leon Draisaitl, Dillon Dubé, Tyrell Goulbourne, Justin Kirkland, Cole Linaker, Kole Lind, Nick Merkley, Gage Quinney, Tomáš Šoustal, Rodney Southam Cheftrainer: Dan Lambert |

### Beste Scorer
Abkürzungen: GP = Spiele, G = Tore, A = Assists, Pts = Punkte, PIM = Strafminuten; Fett: Saisonbestwert
| Spieler            | Team                 | GP | G  | A  | Pts | PIM |
| ------------------ | -------------------- | -- | -- | -- | --- | --- |
| Nic Petan          | Portland Winterhawks | 17 | 10 | 18 | 28  | 20  |
| Leon Draisaitl     | Kelowna Rockets      | 19 | 10 | 18 | 28  | 12  |
| Nick Merkley       | Kelowna Rockets      | 19 | 5  | 22 | 27  | 18  |
| Adam Tambellini    | Calgary Hitmen       | 16 | 13 | 13 | 26  | 10  |
| Oliver Bjorkstrand | Portland Winterhawks | 17 | 13 | 12 | 25  | 10  |
| Tyson Baillie      | Kelowna Rockets      | 19 | 10 | 14 | 24  | 24  |
| Rourke Chartier    | Kelowna Rockets      | 16 | 13 | 7  | 20  | 2   |
| Peter Quenneville  | Brandon Wheat Kings  | 19 | 10 | 10 | 20  | 4   |
| Jayce Hawryluk     | Brandon Wheat Kings  | 16 | 10 | 9  | 19  | 24  |
| John Quenneville   | Brandon Wheat Kings  | 19 | 10 | 9  | 19  | 18  |

### Beste Torhüter
Die kombinierte Tabelle zeigt die jeweils drei besten Torhüter in den Kategorien Gegentorschnitt und Fangquote sowie die jeweils Führenden in den Kategorien Shutouts und Siege.
Abkürzungen: GP = Spiele, TOI = Eiszeit (in Minuten), W = Siege, L = Niederlagen, OTL = Overtime-Niederlagen, GA = Gegentore, SO = Shutouts, Sv% = gehaltene Schüsse (in %), GAA = Gegentorschnitt; Fett: Saisonbestwert
Es werden nur Torhüter erfasst, die mindestens 60 Spielminuten absolviert haben. Sortiert nach bestem Gegentorschnitt.
| Spieler           | Team                | GP | TOI  | W  | L | OTL | GA | SO | Sv%  | GAA  |
| ----------------- | ------------------- | -- | ---- | -- | - | --- | -- | -- | ---- | ---- |
| Michael Herringer | Kelowna Rockets     | 4  | 153  | 3  | 0 | 0   | 5  | 0  | 93,4 | 1,96 |
| Marek Langhamer   | Medicine Hat Tigers | 10 | 657  | 5  | 3 | 2   | 25 | 1  | 92,4 | 2,28 |
| Carter Hart       | Everett Silvertips  | 11 | 710  | 5  | 3 | 3   | 27 | 0  | 92,9 | 2,28 |
| Rylan Toth        | Red Deer Rebels     | 5  | 308  | 1  | 3 | 1   | 12 | 0  | 93,4 | 2,34 |
| Jackson Whistle   | Kelowna Rockets     | 19 | 1025 | 13 | 2 | 1   | 43 | 4  | 91,6 | 2,52 |

## Auszeichnungen

### All-Star-Teams

#### Eastern Conference
| First All-Star-Team |                                           |
| Angriff:            | Trevor Cox – Brayden Point – Tim McGauley |
| Verteidigung:       | Iwan Proworow – Travis Sanheim            |
| Tor:                | Tristan Jarry                             |

| Second All-Star-Team |                                               |
| Angriff:             | Adam Tambellini – Sam Reinhart – Cole Sanford |
| Verteidigung:        | Rinat Walijew – Colby Williams                |
| Tor:                 | Jordan Papirny                                |

#### Western Conference
| First All-Star-Team |                                                  |
| Angriff:            | Cole Ully – Rourke Chartier – Oliver Bjorkstrand |
| Verteidigung:       | Madison Bowey – Shea Theodore                    |
| Tor:                | Taran Kozun                                      |

| Second All-Star-Team |                                         |
| Angriff:             | Nic Petan – Nick Merkley – Adam Helewka |
| Verteidigung:        | Joe Hicketts – Josh Morrissey           |
| Tor:                 | Eric Comrie                             |

### Vergebene Trophäen
| Auszeichnung                      | Auszeichnung                 | Team                  |
| --------------------------------- | ---------------------------- | --------------------- |
| Ed Chynoweth Cup                  | Ed Chynoweth Cup             | Kelowna Rockets       |
| Scotty Munro Memorial Trophy      | Scotty Munro Memorial Trophy | Brandon Wheat Kings   |
| Auszeichnung                      | Spieler                      | Team                  |
| Four Broncos Memorial Trophy      | Oliver Bjorkstrand           | Portland Winterhawks  |
| Bob Clarke Trophy                 | Oliver Bjorkstrand           | Portland Winterhawks  |
| Bill Hunter Memorial Trophy       | Shea Theodore                | Seattle Thunderbirds  |
| Jim Piggott Memorial Trophy       | Nolan Patrick                | Brandon Wheat Kings   |
| Del Wilson Trophy                 | Taran Kozun                  | Seattle Thunderbirds  |
| WHL Plus-Minus Award              | Oliver Bjorkstrand           | Portland Winterhawks  |
| Brad Hornung Trophy               | Rourke Chartier              | Kelowna Rockets       |
| Daryl K. (Doc) Seaman Trophy      | Nick McBride                 | Prince Albert Raiders |
| Dunc McCallum Memorial Trophy     | John Paddock                 | Regina Pats           |
| Lloyd Saunders Memorial Trophy    | Kelly McCrimmon              | Brandon Wheat Kings   |
| Doug Wickenheiser Memorial Trophy | Taylor Vickerman             | Tri-City Americans    |
| WHL Playoff MVP                   | Leon Draisaitl               | Kelowna Rockets       |